# 50PLUS
El 50PLUS, abreviado como 50+, es un partido político en los Países Bajos que defiende los intereses de los jubilados. El partido fue fundado en 2009 por Maurice Koopman, Alexander Münninghoff y Jan Nagel, un político anteriormente relacionado con el Partido del Trabajo y el partido Países Bajos Habitables. Nagel es presidente del partido desde 2020.
El partido tuvo su primera participación política durante las elecciones provinciales neerlandesas de 2011; durante estas elecciones el partido obtuvo 9 escaños en los Consejos Provinciales. En la elección al Senado neerlandés de 2011, los miembros de los Consejos Provinciales eligieron a los miembros del mencionado cuerpo, resultando elegido un escaño por el partido en el Senado. Durante las elecciones generales de 2012, el partido obtuvo 2 escaños.

## Resultados electorales
| Año  | Votos         | %    | Resultado | +/- | Gobierno           |
| ---- | ------------- | ---- | --------- | --- | ------------------ |
| 2012 | 177.631 (#11) | 1,9  | 2/150     |     | Oposición          |
| 2017 | 327.131 (#10) | 3,1  | 4/150     | 2   | Oposición          |
| 2021 | 106.702 (#15) | 1,0  | 1/150     | 3   | Oposición          |
| 2023 | 51.043 (#17)  | 0,49 | 0/150     | 1   | Extraparlamentario |